# چد سلیگا
چد سلیگا (انگلیسی: Chad Szeliga؛ زادهٔ ۲۳ دسامبر ۱۹۷۶) طبل‌زن اهل ایالات متحده آمریکا است. وی از سال ۱۹۹۹ میلادی تاکنون مشغول فعالیت بوده است.